# طريق 70 (الأردن)
الطريق السريع 70 هو طريق سريع بين الشرق والغرب في جنوب الأردن. يبدأ من الطريق السريع 15 وينتهي عند الطريق السريع 65.